# Johor Darul Ta'zim Football Club
Johor Darul Ta'zim (em malaio:  Kelab Bola Sepak Johor Darul Ta'zim, também conhecido como Johor Southern Tigers) é um clube de futebol da cidade de Johor Bahru, Johor, Malásia. O time disputa a primeira divisão do futebol nacional, a Super Liga da Malásia.

## Títulos e destaques

### Nacionais

#### Como Johor Darul Ta'zim

##### Liga
- 1º Divisão / Super Liga
  - Campeão: 2014, 2015, 2016, 2017,[1] 2018, 2019, 2020, 2021, 2022, 2023, 2024-25

#### Copa
- Copa da Malásia: 
  - Campeão: 2025, 2022[2]

Como Sultan Haji Ahmad Shah
- - Campeão: 2015

#### Como PKENJ FC & Johor FC

##### Liga
- 2ª Divisão
  - Campeão: 2001

##### Copas
- Copa FAM
  - Campeão (2): 1994, 1995

### Internacionais

#### Desempenho em competições da AFC
- Liga dos Campeões da AFC

2015: Fase preliminar 2
- Campeonato Asiático de Clubes:

1996-97: Rodada 16
- Copa da AFC:

2009: Fase de grupos
2015: Campeão